# Lila: Rozprawa o moralności
Lila: Rozprawa o moralności (ang. Lila: An Inquiry into Morals) – powieść filozoficzna amerykańskiego pisarza Roberta M. Pirsiga.
Ta zawierająca elementy autobiograficzne opowieść toczy się jesienią, kiedy to autor płynie żaglówką w dół rzeki Hudson. Fedrus, alter ego autora, zostaje wytrącony ze swej samotniczej codzienności przez spotkanie z Lilą, prostolinijną, lecz niespokojną kobietą, która jest bliska załamania psychicznego.
Głównym celem książki jest stworzenie systemu metafizycznego opartego na idei jakości, wprowadzonej przez autora w jego poprzedniej powieści „Zen i sztuka oporządzania motocykla”. Tak jak i w niej, narracja przeplata się tu z kolejnymi etapami dyskusji filozoficznej. W odróżnieniu jednak od poprzedniej książki, w której autor rozważa dychotomię jakości klasycznej i romantycznej, teraz wprowadza on podział jakości na statyczną i dynamiczną. Jego zdaniem, znany nam świat można podzielić na cztery wartości statyczne: nieorganiczną, biologiczną, społeczną oraz intelektualną. Jednakże jakość dynamiczna nie podpada pod żadną z tych czterech kategorii. Jako że jakości dynamicznej zdefiniować się nie da, autor skupia się na wartościach statycznych oraz zachodzących między nimi interakcjach.
Kolejnym wątkiem dyskusji w książce jest krytyka antropologii. Autor twierdzi, iż będący jej podstawą tradycyjny obiektywizm powoduje, że antropologia jest nauką nieefektywną.
Wychodzi on następnie od idei jakości w celu wyjaśnienia trudności, które zwykło napotykać zachodnie społeczeństwo przy próbach zrozumienia systemu wartości oraz punktu widzenia Indian amerykańskich. Autor dochodzi do interesującego wniosku, iż współczesna kultura amerykańska jest w zasadzie zlepkiem wartości indiańskich oraz europejskich.